# Бирюков, Александр Викторович
Александр Викторович Бирюков (1971, Саратов, Саратовская область — 2014, Саратов, Саратовская область, Россия) — единственный осуждённый к смертной казни в новейшей истории России, который был помилован по представлению комиссии по помилованию при президенте России. Бирюков во время службы в Советской армии в 1991 году убил своего командира. Причиной убийства послужили издевательства и сексуальные домогательства, которым убитый подвергал Бирюкова. В 1996 году в связи с принятием моратория на исполнение приговоров к смертной казни приговор ему был изменён на пожизненное лишение свободы, после чего он был этапирован для отбытия наказания в исправительную колонию № 5 УФСИН по Вологодской области. Находясь в исправительной колонии, в 1998 году Александр Бирюков стал героем документального фильма «Три дня и больше никогда», посвящённого трёхдневному длительному свиданию Бирюкова с матерью. Фильм, показанный по телевидению, имел широкий общественный резонанс в России, а Александр Бирюков приобрёл национальную известность, после чего Верховный суд РФ удовлетворил жалобу председателя комиссии  по помилованию при президенте России и заменил ему пожизненное лишение свободы на уголовное наказание в виде 15 лет лишения свободы. По состоянию на 2025 год, это был первый и единственный случай в истории РФ, когда Верховный суд РФ удовлетворял жалобу председателя комиссии по помилованию при президенте России.

## Биография
Александр Бирюков родился в 1971 году в Саратове в семье Виктора и Любови Бирюковых. Имел старшего брата Анатолия. Отец пил, и подвергал насилию жену и детей, отчего мать брала детей и уходила на реку, где на берегу читала им книги. В 1981 году отец умер, после чего его воспитанием детей занималась мать. В детстве и юности Александр отличался крайне слабым здоровьем. Он имел проблемы со зрением и страдал аллергией на самые различные вещества, безвредных для большинства людей. После окончания школы, осенью 1989 года, Бирюков был призван в Советскую армию. Он пошёл служить по собственному желанию, так как, потеряв в десять лет отца, стремился быстрее повзрослеть и обрести самостоятельность. Имея плохое здоровье, Александр попросил старшего брата Анатолия пройти за него в военкомате медицинскую комиссию. Подмена не была никем замечена, и Александр был признан годным к несению военной службы. Службу проходил в войсках противовоздушной обороны, в одной из воинских частей, расположенных в городе Звенигород (Московская область). После прохождения нескольких месяцев службы несколько сотен солдат, в числе которых был Бирюков, были перевезены на территорию Казахстана, в воинскую часть, которая была расположена в степной местности, где солдаты оказались практически отрезанными от внешнего мира. В этот период один из лейтенантов стал подвергать Бирюкова сексуальным домогательствам и склонять к сожительству, однако Бирюков дал ему жёсткий отпор.

Из показаний Бирюкова:
Меня и ещё нескольких парней вместе с командиром перекинули в казахстанские степи. Там и выяснилось, что наш лейтенант, как бы сказать, нетрадиционной сексуальной ориентации. В Казахстане он стал ко мне приставать.
После возвращения в Звенигород лейтенант в течение нескольких месяцев начал подвергать Бирюкова всяческим издевательствам, в том числе сексуальным домогательствам. В конце лета 1991 года, за 54 дня до демобилизации, находясь в карауле, Александр Бирюков во время очередных попыток домогательств со стороны лейтенанта, защищая свою честь, застрелил его из автомата.

Бирюков свою вину признал и впоследствии заявил, что убийство не было случайным:
Лежало бы оружие на столе или в пирамиде, просто бы ударил своего мучителя кулаком. Ничего случайного не бывает. Всё к этому шло. Видно, судьба у меня такая. В случившемся много мистического, но говорить я об этом не хочу.
После совершения убийства Бирюков был арестован и отправлен в следственный изолятор «Матросская тишина». Семья Бирюкова не имела денег на хорошего адвоката, а тот, которого выделило государство, подошёл к делу формально. В конце 1991 года Коллегия военного суда Московского округа ПВО приговорила его к смертной казни. После осуждения Бирюков был этапирован в Бутырскую тюрьму, где следующие 4 года провёл в одной из камер так называемого 6-го расстрельного коридора. В апреле 1997 года в связи с принятием моратория на исполнение приговоров к смертной казни приговор Бирюкову был изменён на пожизненное лишение свободы, после чего он был этапирован для отбытия наказания в исправительную колонию № 5 Управления Федеральной службы исполнения наказаний по Вологодской области, более известную как «Вологодский пятак».

Бирюков впоследствии так описывал свою жизнь в колонии особого режима для пожизненно осуждённых:
Пожизненный приговор в «Вологодском пятаке» трудно было назвать милостью. Прямой дневной свет в каменные мешки не попадал. На окнах были двойные решётки плюс металлические «реснички» типа жалюзи, которые на зоне именуют «баяном». Что за окнами — увидеть невозможно. Круглые сутки в камере горел тусклый свет. Одни «новосёлы» строчили письма, чтобы их взяли воевать в Чечню, другие предлагали свои органы больным людям. Я уже распрощался с жизнью, а тут оказалось, надо учиться жить. На острове оглушала тишина, отовсюду пахло сыростью. Первый месяц я всё думал, как бы лучше уйти из жизни. Был уверен: лучше ужасный конец, чем бесконечный ужас. Сначала остановило письмо матери. Известие о моём самоубийстве добило бы её окончательно. Потом мне был знак: под осыпавшейся штукатуркой проступили лики святых. Ходил по камере — пять шагов туда, пять обратно, жил воображаемым другим миром. Полюбил книги. Запоем читал классиков, открыл для себя фантастику. Злость и вера помогли мне выжить. На пожизненной зоне можно было только строчить строительные рукавицы, которые никому были не нужны. Они скапливались у нас тоннами. За месяц можно было заработать только на пачку сигарет.

## Съёмки в документальном фильме
После появления Бирюкова в «Вологодском пятаке» начальник исправительной колонии — полковник Алексей Васильевич Розов, будучи юристом по образованию, стал высылать по его делу запросы в военную прокуратуру, так как сомневался в обоснованности вынесенного ему приговора. В 1997 году на остров Огненный с целью снять фильм приехал режиссёр-документалист Александр Гутман. Алексей Розов разрешил проведение съёмок на территории исправительной колонии с условием, что героем фильма станет Александр Бирюков. После получения согласия Розова Александр Гутман создал сценарий и предоставил его финским продюсерам, которые согласились финансировать съёмки при условии, что в нём согласится сниматься мать Бирюкова, после чего Гутман получил разрешение от администрации исправительной колонии о проведении длительного свидания Александра Бирюкова с его матерью и отправился в Саратов, где разыскал Любовь Бирюкову, которая, узнав о предстоящем фильме, охотно дала согласие на съёмки и свидание с сыном, которого не видела 8 лет. Деньги на поездку в «Вологодский пятак» ей выделила директор съёмочной группы. Съёмки фильма проходили в атмосфере стресса, так как по признанию Александра Гутмана, во время свидания Александра Бирюкова с матерью вместе с ними плакали почти все члены съёмочной группы. Выпущенный в 1998 году документальный фильм под названием «Три дня и больше никогда» получил призы на кинофестивалях на территории Эстонии и США, а также главный приз Всероссийского кинофестиваля «Сталкер». Показ картины по Российскому телевидению способствовал созданию общественного резонанса, после чего делом Александра Бирюкова заинтересовался Анатолий Приставкин, возглавляющий «Комиссию по помилованию при Президенте РФ». По представлению комиссии Верховный суд РФ 14 июня 1999 года заменил ему уголовное наказание в виде смертной казни на уголовное наказание в виде 15 лет лишения свободы. В это же время фильм «Три дня и больше никогда» демонстрировался в Нью-Йорке на «Нью-Йоркском международном кинофестивале правозащитных фильмов». Когда зрители узнали, что Бирюков был помилован, переполненный зал 15 минут аплодировал стоя.

Из воспоминаний Бирюкова:
Я тогда в камере сидел один, ушёл из жизни мой дед-сокамерник, мудрейший человек. Начальник медсанчасти с порога кричит: «У тебя кружка есть?» Я протягиваю жестянку. Он капает мне какой-то микстуры, говорит: «Присядь и пей!» А Василий Степанович уже кричит: «Бумага пришла! Тебе заменили пожизненный срок на пятнадцать лет». Тут прибегает начальник колонии Розов, ругается на чём свет стоит. Он хотел мне сам сообщить радостную новость. На дорогу Василий Степанович — добрейшая душа — собрал мне лично тормозок: краюху хлеба, картошку, сало и лук.

## Жизнь после помилования
После помилования и изменения приговора Бирюков покинул «Вологодский пятак» и был этапирован для дальнейшего отбытия наказания в одну из исправительных колоний в Мордовии. Однако к тому времени из-за последствий экономического кризиса на содержание осуждённых государство выделяло крайне мало материальных средств.

Из воспоминаний Бирюкова:
Кормили плохо. По этапу к нам приходили настоящие дистрофики. Хвою у ёлок и сосен обдирали на витамины, весной одуванчики секли на салат. Благо мне шли посылки с Бельгии и Голландии. Не забывал меня и мой «крёстный папа» — Александр Гутман, присылая сало, колбасы и чеснок.
Александр Гутман в свою очередь впоследствии вспоминал, что с Бирюковым произошли быстрые метаморфозы после того как он покинул колонию для пожизненно осуждённых, где общение с другими осуждёнными было сведено до минимума и оказался в колонии общего режима, где он попал под влияние других осуждённых.

Из воспоминаний Гутмана:
Саша стал другим. Изменился тон его писем. Однажды он мне написал: «Меня назначили заведующим клубом, пришлите мне доски, краски, обои». Я ему ответил: «Ты, вероятно, меня с кем-то путаешь. Я работаю режиссёром-документалистом, а не снабженцем». В общем, зона воспитала моего подопечного.
Отсидев 15 лет, Бирюков вышел на свободу летом 2006 года, после чего вернулся в Саратов, где проживал вместе с матерью и старшим братом. После освобождения Александр познакомился с женщиной, которая вскоре стала его сожительницей, и стал воспитывать её ребёнка от первого брака. Из-за судимости и проблем со здоровьем Бирюков не мог устроиться на работу и все последующие годы жизни занимался низкоквалифицированным трудом. После освобождения он не был замечен в деструктивном поведении и к уголовной ответственности более никогда не привлекался. В конце 2009 года Бирюков дал интервью корреспонденту газеты «МК», в котором заявил, что выступает за введение в стране смертной казни. В 2014 году Александр Бирюков умер от сердечного приступа. Незадолго до смерти он испытывал материальные трудности, впал в депрессию и стал пить.